# Velké Tresné
Velké Tresné település Csehországban, a Žďár nad Sázavou-i járásban. Velké Tresné Olešnice, Rovečné és Trpín településekkel határos. Lakosainak száma 102 fő (2024. január 1.).

## Népesség
A település lakosságának változását az alábbi diagram mutatja:
| Lakosok száma | 215  | 248  | 243  | 246  | 188  | 119  | 113  | 111  | 106  | 102  |
|               | 1869 | 1900 | 1921 | 1961 | 1980 | 2011 | 2016 | 2019 | 2021 | 2024 |